# Белфаст (филм)
Белфаст (енгл. Belfast) је британско-ирска драмедија о одрастању из 2021. године, режисера и сценаристе Кенета Бране. Главне улоге тумаче Катрина Балф, Џуди Денч, Џејми Дорнан, Киран Хајндс, Колин Морган и Џуд Хил. Филм, који је Брана описао као свој „најличнији филм”, усредсређује се на детињство једног дечака усред Невоља у Белфасту, у Северној Ирској, 1960-их.
Белфаст је премијерно приказан на Филмском фестивалу у Телјурајду 2. септембра 2021, а такође је освојио награду публике на Филмском фестивалу у Торонту. Филм је пуштен у америчке биоскопе 12. новембра 2021, а у Уједињеном Краљевству и Ирској је изашао 21. јануара 2022. године. Добио је позитивне критике од стране критичара, који су нарочито похвалили режију, сценарио, кинематографију и глуму. Зарадио је 49 милиона долара широм света.
Био је номинован за седам Оскара, укључујући онај за најбољи филм, а освојио је онај за најбољи оригинални сценарио. Национални одбор за рецензију филмова прогласио га је једним од најбољих филмова 2021. године и био је изједначен са филмом Моћ пса са водећих седам номинација на 79. додели Златних глобуса, укључујући најбољи драмски филм, а освојио је онај за најбољи сценарио. Такође се изједначио са филмом Прича са западне стране Стивена Спилберга за једанаест водећих номинација на 27. додели Филмских награда по избору критичара, укључујући ону за најбољи филм, а био је номинован и за шест награда БАФТА, освојивши ону за изванредни британски филм.

## Радња
Филм приказује живот северноирске протестантске породице радничке класе из перспективе њиховог 9-огодишњег сина Бадија током Невоља у Белфасту. Бадијев отац ради у Енглеској, док породица − Мама, старији брат Вил и бака и деда по оцу − живе у Белфасту.
Дана 15. августа 1969, група протестаната је организовала нереде у Бадијевој улици, нападајући куће како би застрашила локалне католике. Као одговор, грађани постављају барикаде на улици како би спречили њихов повратак, а Тата се враћа кући из Енглеске да провери добробит породице. Породица иде у цркву, где свештеник износи оштар говор о рачвању на путу; Бади непрестано размишља о овој реторици током целог филма. Бади развија осећања према школској другарици Кетрин; њих двоје на крају постају пријатељи.
Локални криминац и секташки бунтовник Били Клантон прилази Тати захтевајући његово учешће у „стварима”; када Тата одбије, он постаје агресиван и наставља да се непрестано приближава Бадију. У међувремену, породица се бори да отплати своје нагомилане дугове. Тата сања да емигрира у Сиднеј или Ванкувер, али ова могућност узнемирава Маму. Међутим, она више не може да пориче могућност напуштања Белфаста како се сукоб погоршава, а Тати је понуђен уговор о унапређењу и становању у Енглеској од његових послодаваца. Покушавају да разговарају о томе са синовима, али Бади се сломи при помисли да оде.
Бади и његова другарица Мојра покушавају да украду чоколаде из продавнице слаткиша, али план пође по злу. Када га је полиција касније испитала, Бади не одаје своје саучеснике. Након тога, Мојра регрутује Бадија у своју локалну банду, која учествује у пљачки супермаркета. Невољни Бади је приморан да украде кутију детерџента за веш пре него што се врати кући и обавести Маму о својим активностима. Мама га грди и одвлачи Бадија и Мојру назад у супермаркет, у коме је пљачка још увек у току, како би вратили оно што су украли; међутим, Били се појављује и узима их као таоце као полугу за бекство. Тата, Вил и војска долазе на место догађаја како би прекинули нереде, што је довело до сукоба. Када Били покуша да пуца, Тата и Вил га лако разоружају, па одмах бива ухапшен и заклиње се на одмазду.
Схвативши да више нису безбедни у Белфасту, породица одлучује да оде у Енглеску. Пре поласка, Бади се опрашта од Кетрин; касније се пита да ли би могао да има будућност са њом упркос томе што је католкиња, на шта Тата одговара да то не би требало да прави никакву разлику. Док бака посматра, породица се укрцава у аутобус који иде ка пристаништу.

## Улоге
| Глумац         | Улога        |
| -------------- | ------------ |
| Џуд Хил        | Бади         |
| Катрина Балф   | Мама         |
| Џејми Дорнан   | Тата         |
| Џуди Денч      | Бака         |
| Киран Хајндс   | Дека         |
| Колин Морган   | Били Клантон |
| Лара Макдонел  | Мојра        |
| Џерард Хоран   | Маки         |
| Конор Макнил   | Маклори      |
| Тарлоу Конвери | Свештеник    |
| Џерард Макарти | Боби Френк   |
| Луис Макаски   | Вил          |
| Олив Тенант    | Кетрин       |